# 斎藤信太郎
斎藤 信太郎（齋藤、さいとう しんたろう、1843年6月15日（天保14年5月18日）- 1915年（大正4年）5月5日）は、明治から大正初期の農業経営者、実業家、政治家。衆議院議員。斉藤（齊藤）と表記する事例有り。

## 経歴
陸奥国伊具郡耕野村（宮城県伊具郡耕野村を経て現丸森町耕野）で、素封家・斎藤広重の息子として生まれた。経済学を修めた。伊具郡丸森村（現丸森町）の斎藤茂吉の養子となり、農業を営む。
1873年（明治6年）小学校の創設に尽力した。1874年（明治7年）蚕種組合頭取に就任。その他、丸森村学務委員、同村養蚕業頭取、伊具郡会議員、所得税調査委員、地方森林会議員、隅口蚕業組合頭取なども務めた。
1879年（明治12年）1月、第1回宮城県会議員選挙に当選し、1880年（明治13年）1月まで在任。同年9月に再選され、1898年（明治31年）3月まで務め、さらに1899年（明治32年）9月から1903年（明治36年）3月まで在任。この間、同参事会員、同副議長なども務め、産業、教育などの振興に尽力した。
1898年（明治31年）3月、第5回衆議院議員総選挙（宮城県第2区、准自由党）で当選し、山下倶楽部に所属し衆議院議員に1期在任した。
実業界では、宮城県農工銀行設立委員、奥羽水産運輸会社支配人などを務めた。

## 国政選挙歴
- 第1回衆議院議員総選挙（宮城県第2区、1890年7月、宮城政友）次点落選[9]
- 第2回衆議院議員総選挙（宮城県第2区、1892年2月、国民協会）次点落選[9]
- 第3回衆議院議員総選挙（宮城県第2区、1894年3月、国民協会）次点落選[9]
- 第4回衆議院議員総選挙（宮城県第2区、1894年9月、国民協会）次点落選[8]
- 第5回衆議院議員総選挙（宮城県第2区、1898年3月、准自由党）当選[8]
- 第6回衆議院議員総選挙（宮城県第2区、1898年8月、無所属）次点落選[8]
- 第7回衆議院議員総選挙（宮城県市郡部、1902年8月、帝国党）落選[10]
- 第8回衆議院議員総選挙（宮城県市郡部、1903年3月、帝国党）落選[10]

## 著作
- 『松平正直君治績概要』河東田寛林、1891年[1][5]。

## 親族
- 実兄 斎藤喜平治（宮城県会議員）[1][5]